# Amortisation
Amortisation (oder Amortisierung; von französisch amortir, „tilgen“) ist allgemein in der Wirtschaft ein Prozess, in welchem ein angefallener Aufwand oder vorhandene Verbindlichkeiten durch Erträge oder Tilgungen ausgeglichen oder gedeckt werden. In mehreren Fachgebieten wird unter Amortisation ein anderer Begriffsinhalt verstanden.

## Allgemeines
Amortisation wird sowohl in wirtschaftswissenschaftlichen, rechtswissenschaftlichen als auch in energietechnischem Kontext verwendet. Ursprünglich, vom Mittelalter bis weit ins 20. Jahrhundert, bedeutete Amortisation vor allem den Vermögenserwerb der Kirche, weil diese Güter als dem weltlichen Wirtschaftskreislauf entzogen (abgestorben) galten – daher die Rede von der „Toten Hand“ (lateinisch manus mortua). Die „Amortisationsgesetze“ des 19. Jahrhunderts (z. B. Preußen 1870, Bayern 1899, Frankreich 1901) bestimmten die Höhe des zulässigen Kirchengutes bzw. hoben es auf.
Heute wird der Begriff Amortisation überwiegend bei jeder Art von Investition verwendet, wenn deren Finanzierung durch die von den Investitionen verursachten zusätzlichen Umsatzerlöse (Grenzerlöse) zurückgeflossen ist. So ist beispielsweise auch das Finanzierungsleasing eine Vollamortisation, weil der Leasingnehmer neben dem Nutzungsrecht über das Leasinggut auch das Finanzierungsrisiko hierfür übernimmt.
Die wirtschaftlich notierte Amortisation wird im Artikel Amortisationsrechnung konkretisiert. Der Begriff wird alltagssprachlich mit dem buchhalterischen Return on Investment und technischeren Begriffen, wie dem Erntefaktor, in Verbindung gebracht.

## Wirtschaft
Amortisation als Tilgung
Der gebräuchlichere Begriff Tilgung bezeichnet die Rückzahlung von Krediten und anderen Schulden in Form des Annuitätendarlehens oder des Ratenkredits.
Amortisationsanleihe
Die Amortisationsanleihe ist eine Anleihe, die in ihren Anleihebedingungen einen Tilgungsplan enthält, nach welchem sie durch regelmäßige Tilgungen und nicht durch einmalige Tilgung am Fälligkeitstag zurückgezahlt wird.
Amortisationszeit
Die Amortisationszeit (englisch Payback-period) ist in der Investitionsrechnung ein Zeitraum, innerhalb dessen das in einer Investition gebundene Kapital (beispielsweise die Investitionsausgaben) durch Einnahmen, Erträge oder Umsatzerlöse zurückgeflossen ist. In einer gemittelten Betrachtungsweise bedeutet das:
{\displaystyle {\text{Amortisationszeit}}\quad {\text{in Jahren}}={\frac {\text{Kapital}}{\text{Ertrag (pro Jahr)}}}}.
Wann sich eine Investition dynamisch, also unter Berücksichtigung der zu zahlenden Kreditzinsen, amortisiert hat, lässt sich wie folgt berechnen:
{\displaystyle {\text{Amortisationszeit}}\quad {\text{in Jahren}}={\frac {\text{Anschaffungskosten}}{\text{durchschnittlicher Gewinn}}}}.
Durchschnittlicher Gewinn ist der durchschnittliche Gewinn vor Abschreibungen und kalkulatorischen Zinsen.
In der Pharmaindustrie beispielsweise müssen die enormen Forschungs- und Entwicklungskosten für neue Arzneimittel innerhalb der verbleibenden Patentlaufzeit durch erzielte Umsatzerlöse hereingeholt werden.

## Recht
Gesellschaftsrecht
Im Aktienrecht wird unter der Amortisation der heute gebräuchlichere Rechtsbegriff der Kapitalherabsetzung verstanden. Bei der GmbH wird die in § 34 GmbH-Gesetz beschriebene Einziehung von Geschäftsanteilen einzelner Gesellschafter veraltet auch Amortisation genannt. Diese ist jedoch nur dann zulässig, wenn sie im Gesellschaftsvertrag vorgesehen ist. Weiter wird hier unterschieden zwischen der einfachen Amortisation, bei welcher der Gesellschafter zuzustimmen hat, und der Zwangsamortisation. Die Voraussetzungen hierzu finden sich in § 34 Abs. 2 GmbHG.
Fiskalrecht
Ausgehend von der angelsächsischen Bedeutung der Amortisation im Steuerrecht bezeichnet dort Amortisation die Abschreibung auf immaterielle Wirtschaftsgüter. Im deutschen Steuerrecht hat dies insbesondere dann Bedeutung, wenn im Gesetzestext auf das EBITDA Bezug genommen wird, insbesondere in der Zinsschrankenregelung.
Urheberrecht
Das Urheberrecht erkennt dem Urheber von geistigen Werken einen Schutz zu, weil dieser ein sogenanntes Amortisationsinteresse besitzt, das heißt die Aufwendungen, die er in das Werk investiert hat, durch dessen Verwertung ersetzt bekommen will. Dieses Amortisationsinteresse wird jedem Wirtschaftssubjekt unterstellt, das Aufwand betrieben hat, den es durch Einnahmen gedeckt wissen möchte (Betreiber, Veranstalter).

## Technik
Die Amortisationszeit in der Energietechnik bezeichnet die Zeitspanne, die ein Kraftwerk benötigt, um genauso viel Energie abzugeben (in Form von elektrischem Strom) wie bei seinem Bau benötigt wurde.

Siehe auch Erntefaktor, amortisierte Laufzeitanalyse.

## International
In der Schweiz und Liechtenstein wird unter „Amortisation“ im Sinne von Art. 865 ZGB bzw. Art. 351 Sachenrecht (Liechtenstein) die Kraftloserklärung von Pfandtiteln (Schuldbrief oder Gült) oder Zinsscheinen (Zinscoupons) verstanden. In Österreich wird Amortisation häufig in Zusammenhang mit Objektfinanzierungen gebraucht, beispielsweise bei der Kosten-Nutzen-Analyse, wann sich eine Photovoltaikanlage amortisiert hat.